# Självdestruktivitet
Självdestruktivitet är en psykologisk term för beteenden eller handlingar med vilka någon direkt eller indirekt avsiktligt syftar till att skada sig själv.
Till självdestruktiviteten förs å ena sidan handlingar som personen på ett direkt sätt, och med flit, avser skada sig med, ett så kallat självskadebeteende, vilket kan ta sig uttryck i självstympning, att skära sig själv, med mera. Å andra sidan förs mer komplexa strukturer till självdestruktiviteten, det vill säga sådant som livsstil, tankemönster och livsval som leder till att personen låter sig förtryckas, skadas, såras eller utnyttjas. Det senare kan innefatta drogmissbruk, att ständigt söka sig till förhållanden där man blir förtryckt eller skadad, masochism, med mera. Självdestruktivitet brukar förklaras som uttryck för självförakt eller låg självkänsla, och sättas i relation till dödsdriften och aggression.